# سی‌دی-آر
سی‌دی-آر (به انگلیسی: Compact Disc-Recordable) به معنی (لوح ضبط فشرده) یک دیسک ذخیره‌سازی نوری با فرمت دیجیتال می‌باشد. در این دیسک فقط یک بار امکان نوشتن اطلاعات در آن وجود دارد و همچنین هزینه تولید آن گران بوده و اینکه این دیسک در واقع نسل گذشته CD-RW محسوب می‌شود.
در اواسط دهه 1990 استاندارد سی‌دی-آر شکل گرفت که شامل دیسک 74 دقیقه‌ای می‌شد که 650 مگابایت اطلاعات را نگه‌داری می‌کرد و هم‌چنین دیسک 80 دقیقه‌ای که 700 مگابایت اطلاعات را نگه‌داری می‌کرد. درایوهای سی‌دی-آر در یکبار نوشتن روی آن، تمام فضا را مصرف می‌کرد و امکان نوشتن روی فضای خالی را نداشت.درایوهای جدید MultiSession هستند که تا زمانی که فضای خالی روی دیسک قرار دارد طی مراحل مختلف، اطلاعات در آن نوشته می‌شود البته در این درایوها می‌تون در هر مرحله عمل نوشتن را بست و دیگر اجازه نوشتن روی دیسک را نداد.
درایوهای سی‌دی-آر دارای دو سرعت هستند سرعت ضبط و سرعت خواندن، که ضریبی از همان سرعت 150KBps اولیه است. هر چند دیسکهای اولیه CD-RW در درایوهای معمولی سی‌دی-آر قابل خواندن نبود اما این نقطه ضعف بعدها برطرف شد. اکثر درایوهای سی‌دی-آر در نسل جدید با تکنیک Packet writing از فرمت UDF مخفف Universal Data Format استفاده می‌کنند. این درایوها با سه عدد مشخص می‌شوند (12x10x32) عدد اول معرف سرعت نوشتن، عدد دوم سرعت بازنویسی و عدد سوم سومین عدد سرعت خواندن را نشان می‌دهد.